# Édouard Sautayra
Pour les articles homonymes, voir Sautayra.
Édouard Sautayra, né le 12 mai 1826 à Saint-Marcel près de Montélimar (Drôme), décédé le 24 juin 1885, est un magistrat français qui a accompli une carrière remarquable en Algérie.

## Biographie
La vie et la carrière de ce magistrat sont retracées par une courte bibliographie qui lui est consacrée dans le Dictionnaire biographique de la Drôme. Le plus simple est sans doute de la reproduire :[style à revoir]
« Sautayra (Édouard), fils de Charles Alexandre Gustave Sautayra et de Lucie-Agathe Chabas, né à Saint-Marcel-de-Sauzet (Drôme), le 12 mai 1826, se fit recevoir docteur en droit et concourut avec succès, en 1849, pour une place d’auditeur au Conseil d’État, qu’il abandonna au 2 décembre 1851. Devenu juge de paix de Mascara (Algérie), huit ans après, c’est-à-dire alors qu’il s’agissait, non seulement d’organiser l’administration de la justice dans notre grande colonie africaine[style à revoir], mais encore et surtout de faire comprendre aux populations arabes les bienfaits de cette organisation, en conciliant leurs traditions et leurs coutumes séculaires avec les principes de notre droit, il se mit aussitôt à étudier le droit musulman et la loi mosaïque, son point de départ. Et cette étude ayant été continuée pendant plusieurs années, dans différents postes, il entreprit, avec le concours de M. Charleville, la première traduction qui ait été faite du Code rabbinique, et l’accompagna des explications des docteurs juifs et de la jurisprudence de la cour d’Alger : travail d’autant plus utile pour les magistrats français en Algérie, qu’il leur importe de connaître la loi musulmane, en remontant à ses sources, pour bien remplir leur tâche.

Successivement juge d’instruction à Tlemcen (6 décembre 1860), juge à Alger (10 septembre 1864), et président à Mostaganem (15 octobre 1866) Édouard Sautayra était, depuis le 13 juin 1868, vice-président du tribunal d’Alger, lorsqu’il publia cette traduction, que suivirent d’autres travaux inspirés du même esprit ; devenu conseiller à la cour d’Alger le 6 septembre 1870, il y était président de chambre depuis le 22 février 1879, lorsqu’on lui confia, en 1880, la chaire de droit musulman à l’école de droit d’Alger. Appelé, enfin, à la première présidence de la même cour le 28 avril 1881, il semblait devoir occuper pendant longtemps cette haute charge, lorsqu’il mourut subitement à Montélimar, le 24 juin 1885, étant alors officier de la Légion d’honneur et de l’Instruction publique, chevalier de l’ordre de Charles III et grand-croix du Nicham.

Inhumé auprès des siens à Saint-Marcel-de-Sauzet, il y a été rejoint en 1894, par sa veuve, qui a laissé 10 000 fr à la commune, à la charge d’entretenir des fleurs sur le tombeau des Sautayra, et de distribuer des secours aux indigents, chaque année, à l’anniversaire de son décès et à celui de son mari. »
Sautayra est principalement connu pour son ouvrage qu’il écrivit en collaboration avec E. Cherbonneau (fils d'Auguste Cherbonneau) : Sautayra et E. Cherbonneau, Droit Musulman. Du statut personnel et des successions, 2 volumes, Paris, 1873-1874. Ouvrage qui est encore mentionné en 1947 par G.-H. Bousquet . (Cf. Dossier : Arch. Nat. : BB 6 (II) / 388, d. 522.)